# Szwagierkolaska
Szwagierkolaska – polski zespół muzyczny założony przez Muńka Staszczyka i Andrzeja Zeńczewskiego w 1995 roku. Największe przeboje grupy to: U cioci na imieninach i Komu dzwonią. Za album Luksus zespół otrzymał Fryderyka 1995 w kategorii Album roku – muzyka tradycji i źródeł. Zespół często czerpie inspiracje z piosenek Stanisława Grzesiuka. W 1999 roku zespół wydał drugi album Kicha promowany koncertem w teatrze Buckleina w Krakowie, z którego ukazało się DVD zawierające cały występ, oraz jako bonus teledysk Komu dzwonią.
W 2002 r. zespół nagrał dwie piosenki - Najważniejszy jest gol i Toast. Znalazły się one na promocyjnym singlu Królewskie Bramki Polaków - Mundiale 1938-1986, będącym wspólną inicjatywą Gazety Wyborczej, Polsatu i Cenegi przed XVII MŚ w Piłce Nożnej .
20 kwietnia 2015 roku, z okazji 20-lecia wydania albumu Luksus, na sklepowe półki trafiła reedycja wydawnictwa, którą promował singiel Lisa Bon. Z okazji 20-lecia zespół wystąpił na Polsat SuperHit Festiwal w Sopocie 29 maja 2015 r.

## Dyskografia
Albumy
| Tytuł                                  | Dane dot. albumu                                                                           | Certyfikat                |
| -------------------------------------- | ------------------------------------------------------------------------------------------ | ------------------------- |
| Luksus                                 | - Data: 27 listopada 1995 - Wydawca: Pomaton EMI - Format: CD, CS, LP, digital download    | - POL: 2× platynowa płyta |
| Kicha                                  | - Data: 5 czerwca 1999 - Wydawca: Pomaton EMI - Format: CD, CS, digital download           |                           |
| U cioci na imieninach – Złota kolekcja | - Data: 26 sierpnia 2000 - Wydawca: Warner Music Poland - Format: CD, CS, digital download |                           |

Notowane utwory
| „U cioci na imieninach”         | 1996 | 16 | 25 | Luksus            |
| „Rum Helka”                     | 1999 | 33 | –  | Kicha             |
| „Panna Weronika”                | 1999 | 47 | –  | Kicha             |
| „A ja sobie gram na gramofonie” | 1999 | 36 | –  | Kicha             |
| „Lisa Bon”                      | 2015 | 49 | –  | Luksus (reedycja) |
| „–” utwór nie był notowany.     |      |    |    |                   |

## Teledyski
| Tytuł      | Rok  | Reżyseria        | Album             | Źródło |
| ---------- | ---- | ---------------- | ----------------- | ------ |
| „Lisa Bon” | 2015 | Jacek Kościuszko | Luksus (reedycja) | [ 12 ] |